# Meyersia bandaensis
Meyersia bandaensis is een rondwormensoort uit de familie van de Oncholaimidae.